# نیکیتا میخالکوف
نیکیتا سرگیویچ میخالکوف (به روسی: Никита Сергеевич Михалков) (زاده ۲۱ اکتبر ۱۹۴۵ در مسکو) بازیگر و کارگردان برنده جایزه اسکار اهل شوروی و روسیه است.

## زندگی
نیکیتا میخالکوف در سال ۱۹۴۵ در مسکو و در خانواده‌ای هنرمند و شناخته‌شده زاده شد. پدربزرگش فرماندار منطقه یاروسلاو روسیه بود. پدرش سرگئی میخالکوف ترانه‌سرا و شاعری سرشناس و مادرش ناتالیا کونچالفسکی فرزند پیوتر کونچالفسکی بازیگر معروف روسی بود.

## حرفه
میخالکوف پس از فراگیری بازیگری تئاتر، در تئاتر واختانقف روسیه بازی کرد. او نخستین حضورش در سینما را در سال ۱۹۶۴ با بازی در فیلم قدم زدن در خیابان‌های مسکو ساخته گیورگی دانلیا تجربه کرد. میخاکوف پس از آن با بازی در فیلم‌های دیگری مانند آشیانه کوچک (آندری کونچالوفسکی) به هنرپیشه‌ای معروف تبدیل شد. او به دلیل علاقه به فیلمسازی، زیر نظر استادانی همچون میخاییل روم و آندره کونچالفسکی به یادگیری کارگردانی پرداخت. نخستین اثر او فیلم کوتاه «به زودی به خانه برمی‌گردم» (۱۹۶۸) بود. او تاکنون افزون بر کارگردانی حدود ۲۰ فیلم، در در بیش از ۲۰ فیلم نیز بازی کرده‌است.
میخالکوف سپس فیلم درام ماجراجویانه «نزدیک بهشت» (۱۹۹۱) را کارگردانی، نویسندگی و در آن بازی کرد که برای آن جایزه شیر طلایی جشنواره بین‌المللی فیلم ونیز و نامزدی جایزه اسکار را دریافت کرد.
او همچنین برای فیلم آفتاب سوخته (۱۹۹۴) برنده جایزه اسکار فیلم خارجی شد.

## فیلم‌شناسی

### کارگردان
- به زودی به خانه برمی‌گردم (فیلم کوتاه، ۱۹۶۸)
- یک روز آرام پس از پایان جنگ (فیلم کوتاه، ۱۹۷۱)
- در وطن غریب (۱۹۷۴)
- اسیر عشق (۱۹۷۶)
- ابلوموف (۱۹۷۶)
- قطعه ناتمام برای پیانوی کوکی (۱۹۷۷)
- پنج شب (۱۹۷۹)
- ارتباط‌های خانوادگی (۱۹۸۱)
- بدون شاهد (۱۹۸۳)
- چشمان سیاه (۱۹۸۷)
- هیچ هکینگ (۱۹۹۰)
- نزدیک بهشت (۱۹۹۱)
- خاطرات چخوف (۱۹۹۳)
- آنا (۱۹۹۳)
- آفتاب‌سوخته (۱۹۹۴)
- آرایشگر سیبری (۱۹۹۸)
- ۱۲ (۲۰۰۷)
- آفتاب‌سوخته ۲ (۲۰۱۰)
- گرمازدگی (۲۰۱۴)

### بازیگر
- قدم زدن در خیابان‌های مسکو (گیورگی دانلیا، ۱۹۶۴)
- آشیانه کوچک (آندری کونچالوفسکی، ۱۹۶۵)
- جنگ و صلح (سرگئی باندارچوک، ۱۹۶۶/۶۷)
- چادر قرمز (میخائیل کالاتازوف، ۱۹۶۹)
- پستچی (سرگئی سولونف، ۱۹۷۲)
- خانه‌ای میان بیگانه‌ها (نیکیتا میخالکوف، ۱۹۷۴)
- اسیر عشق (نیکیتا میخالکوف، ۱۹۷۶)
- قطعه ناتمام برای پیانوی کوکی (نیکیتا میخالکوف، ۱۹۷۷)
- اهل سیبری (آندری کونچالوفسکی، ۱۹۷۸)
- سگ شکاری باسکرویل (ایگور ماسکینوف، ۱۹۸۰)
- تصویری از بازی‌های همسرم (ا. پانکراتف، ۱۹۸۲)
- عاشق بی‌رحم (الدار ریازانف، ۱۹۸۴)
- آفتاب‌سوخته (نیکیتا میخالکوف، ۱۹۹۴)
- آرایشگر سیبری (نیکیتا میخالکوف، ۱۹۹۸)
- مستشار دولتی (فیلیپ یانکووسکی، ۲۰۰۵)
- ژمورکی (آلکسی بالابانوف، ۲۰۰۵)
- عنصر نامطلوب (کشیشتف زانوسی، ۲۰۰۵)
- ۱۲ (نیکیتا میخالکوف، ۲۰۰۷)

### تهیه‌کننده
- آتش (۲۰۲۰)
- تی-۳۴ (۲۰۱۸)
- رفتن عمودی (۲۰۱۷)
- گرمازدگی (۲۰۱۴)
- ۱۲ (۲۰۰۷)
- ۱۶۱۲ (۲۰۰۷)
- آفتاب‌سوخته  (۱۹۹۴)